# Triancyra orientalis
Triancyra orientalis là một loài tò vò trong họ Ichneumonidae.